# Подлясе (Жирардовський повіт)
Подлясе (пол. Podlasie) — село в Польщі, у гміні Радзейовиці Жирардовського повіту Мазовецького воєводства.
Населення — 67 осіб (2011).
У 1975-1998 роках село належало до Скерневицького воєводства.

## Демографія
Демографічна структура станом на 31 березня 2011 року:
|          | Загалом | Допрацездатний вік | Працездатний вік | Постпрацездатний вік |
| -------- | ------- | ------------------ | ---------------- | -------------------- |
| Чоловіки | 35      | 11                 | 21               | 3                    |
| Жінки    | 32      | 11                 | 16               | 5                    |
| Разом    | 67      | 22                 | 37               | 8                    |